# تشارلي مارتن ماكنيل
تشارلي مارتن ماكنيل (من مواليد 9 سبتمبر 2003) هو لاعب كرة قدم إنجليزي / أيرلندي يلعب كمهاجم مركزي لنادي الدوري الإنجليزي الممتاز مانشستر يونايتد.

## النشأة
ولد ماكنيل في درويسدن، بدأ مسيرته المهنية مع مانشستر يونايتد، الذي كان يدعمه منذ صغره، قبل أن يغادر إلى غريمه مانشستر سيتي في عام 2014. وفي فترة لعبه مع سيتي، سجل ماكنيل أكثر من 600 هدف على مستوى الشباب.

## حياته المهنية
في عام 2020 ، وافق مانشستر يونايتد على صفقة ماكنيل بقيمة 750 ألف جنيه إسترليني.  واصل أدائه العالي الذي جعله يحظى باحترام كبير في مانشستر سيتي ، حيث سجل 24 هدفًا في 21 مباراة في موسمه الأول مع فريق يونايتد تحت 18 عامًا.
ظهر لأول مرة مع فريق يونايتد الأول كبديل في مباراة الدوري الأوروبي UEFA ضد ريال سوسيداد في 8 سبتمبر 2022 ، قبل يوم من عيد ميلاده التاسع عشر.

## الرعاة
وقع ماكنيل عقدًا مع العلامة التجارية الألمانية أديداس ، الذي يمكن أن ترتفع قيمته إلى مليون جنيه إسترليني.

## الإحصئيات
| النادي                         | الموسم   | الدوري           | الدوري | الدوري | كأس الاتحاد الانجلزي | كأس الاتحاد الانجلزي | كأس رابطة الأندية الإنجليزية المحترفة | كأس رابطة الأندية الإنجليزية المحترفة | أوروبا | أوروبا | أخرى | أخرى  | المجموع | المجموع |
| النادي                         | الموسم   | القسم            | ظهور   | أهداف  | ظهور                 | أهداف                | ظهور                                  | أهداف                                 | ظهور   | أهداف  | ظهور | أهداف | ظهور    | أهداف   |
| ------------------------------ | -------- | ---------------- | ------ | ------ | -------------------- | -------------------- | ------------------------------------- | ------------------------------------- | ------ | ------ | ---- | ----- | ------- | ------- |
| فريق مانشستر يونايتد تحت21 سنة | 2021–22  | —                | —      | —      | —                    | —                    | —                                     | —                                     | —      | —      | 2    | 1     | 2       | 1       |
| فريق مانشستر يونايتد تحت21 سنة | 2022–23  | —                | —      | —      | —                    | —                    | —                                     | —                                     | —      | —      | 3    | 3     | 3       | 3       |
| فريق مانشستر يونايتد تحت21 سنة | الإجمالي | الإجمالي         | —      | —      | —                    | —                    | —                                     | —                                     | —      | —      | 5    | 4     | 5       | 4       |
| مانشستر يونايتد                | 2022–23  | الدوري الانجليزي | 0      | 0      | 0                    | 0                    | 0                                     | 0                                     | 1      | 0      | —    | —     | 1       | 0       |
| المجموع                        | المجموع  | المجموع          | 0      | 0      | 0                    | 0                    | 0                                     | 0                                     | 1      | 0      | 5    | 4     | 6       | 4       |